# Parattarna
Parattarna (vagy Parrattarna, Barattarna, P/Barat(t)ama) Mitanni uralkodója volt az i. e. 15. század első felében. Egyes kutatók az első Mitanni király címen beszélnek róla, és elődjével, I. Suttarnával való kapcsolata bizonytalan. Csak feltevés, hogy Kirta vagy I. Suttarna fia, és még az is előfordulhat, hogy azonos Parsatatarral. Sőt olyan feltevés is létezik, miszerint az egymást követő I. Suttarna → Parattarna → Saustatar királynevek csak ismétlései az egy évszázaddal későbbre datált I. Artatama → II. Suttarna → Tusratta hármasnak.
Az alalahi Idrimi és a kizzuvatnai Pillijasz kortársa, a kettejük között kötött akkád nyelvű szerződésben tűnik fel a név, mint Mitanni nagy királya. Az Idrimi–Pillijasz szerződés azt mutatja, hogy Parattarna Kizzuvatna felett főhatalmat gyakorolt. Idrimi Parattarna észak-szíriai hódításai elől menekült el Mukisból (Halap), majd hét év száműzetés után Parattarna segítségével foglalta vissza Alalahot, miközben Halapot nem kapta vissza. Alalah városát korábban Hatti uralta I. Hattuszilisz 26. uralkodási évétől (i. e. 1560) kezdve I. Murszilisz i. e. 1526-os meggyilkolásáig. A hettiták belviszályok miatti visszaszorulása egyértelműen Mitanninak kedvezett, amely állam nemcsak a korábbi hettita-vazallus szíriai városokat, de még az anatóliai Kizzuvatnát is elhódította Hattuszasztól.
Mitanni Parattarna idejében nem csak nyugaton terjedt messzire, hanem keleten is, ahol Arrapha tartomány Nuzi városát is birtokolta. Egy innen előkerült felirat is említi a nevét.
Nem bizonyos, de általában úgy gondolják, Parattarna volt még Mitanni királya i. e. 1447-ben, amikor III. Thotmesz az Eufráteszig nyomult előre.